# Kadzidło (stacja kolejowa)
Kadzidło – zlikwidowana wąskotorowa stacja kolejowa w Kadzidle, w województwie mazowieckim, w Polsce.
Stacja była użytkowana w latach 1915−1973 na linii Myszyniec – Grabowo Wąskotorowe.